# Il Gardellino
 (septembre 2019).
 (septembre 2019).
Si vous disposez d'ouvrages ou d'articles de référence ou si vous connaissez des sites web de qualité traitant du thème abordé ici, merci de compléter l'article en donnant les références utiles à sa vérifiabilité et en les liant à la section « Notes et références ».

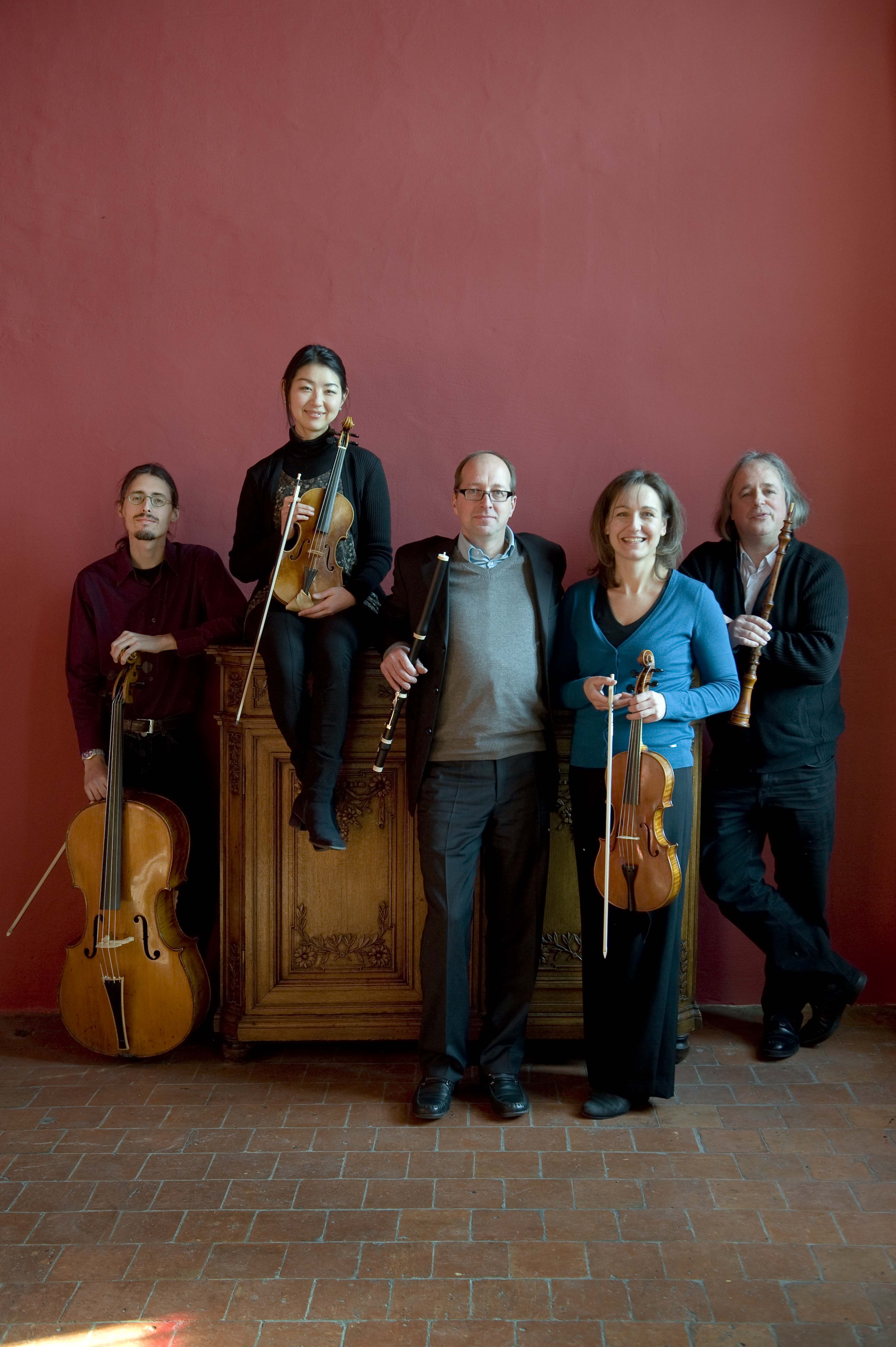
Il Gardellino (Damme - 2012)

Il Gardellino est un ensemble belge de  musique baroque créé en 1988 sous l'impusion du hautboïste Marcel Ponseele et du flûtiste Jan De Winne.

## Description
L'ensemble tire son nom du concerto (op. 10 n° 3, en ré majeur, RV 428) pour flûte, hautbois, violon, basson et basse continue d'Antonio Vivaldi : Il Gardellino (de l'italien cardellino qui signifie  chardonneret).
Cet ensemble travaille à l'occasion avec d'autres formations telles que la Cappella Amsterdam et le Gesualdo Consort.
Parmi les musiciens réguliers figurent les violonistes Ryo Terakado (de), François Fernandez ou Sophie Gent (de), Mayumi Hirasaki, Joanna Huszcza, le claveciniste israélien Shalev Ad-El, le gambiste Vittorio Ghielmi (en) et les violoncellistes Michel Boulanger ou Hervé Douchy.
L'ensemble a fait de nombreux enregistrements pour les labels Accent, Klara, Eufoda, Signum ou Passacaille. Des voyages de concert l'ont amené dans la majorité des pays européens, en Amérique latine, aux États-Unis, en Russie ou au Japon.

## Source de traduction
- (nl) Cet article est partiellement ou en totalité issu de l’article de Wikipédia en néerlandais intitulé « Il Gardellino » (voir la liste des auteurs).